# Барам, Амир
Ами́р Бара́м (ивр. אמיר ברעם‎; род. 22 июля 1969, Беэр-Шева, Израиль) — израильский военный деятель, генерал-майор запаса Армии обороны Израиля, нынешний генеральный директор Министерства обороны Израиля (с 24 марта 2025 года). В последней армейской должности: заместитель Начальника Генерального штаба Армии обороны Израиля (с 31 октября 2022 по 6 марта 2025 года).

## Биография

### Семья и ранние годы
Амир Барам родился 22 июля 1969 года в городе Беэр-Шева на юге Израиля в семье Ицкака, на тот момент командира роты в Офицерской школе Армии обороны Израиля, и Рины Барам.
Отец Барама, Ицхак Барам (урождённый Бурко; 15 мая 1945 — 11 апреля 2019), родился во Флоренции, Италия, когда его мать, Фрида Клаузер (урождённая Кузнец; 6 мая 1920 — ?), уроженка Пинска, пережившая Холокост благодаря своевременному выезду из Белоруссии в сторону России при помощи родственника, командира роты Красной армии, пыталась перебраться из Европы в Палестину. Отцу Ицхака, Йосефу Бурко (15 апреля 1919 — 23 сентября 1973), который был переведён на лечение в свой родной Пинск после ранения в ходе службы в Красной армии и там и познакомился с Фридой, к тому моменту уже удалось выбраться из Европы, самовольно покинув службу в армии, и добраться до Палестины, где он поселился в кибуце Гват. В мае 1947 года Фриде с ребёнком удалось отбыть в Палестину, однако их корабль был задержан британскими властями, а они сами сосланы в лагерь на Кипре, откуда выбрались лишь в ноябре 1947 года.
Ицхак Барам служил в воздушно-десантной бригаде «Цанханим», в Шестидневной войне 1967 года принял участие в боях за Иерусалим в качестве командира взвода в 55-й воздушно-десантной бригаде, прошёл Войну Судного дня 1973 года в качестве заместителя командира батальона в пехотной бригаде, а в дальнейшем, помимо прочего, был командиром пехотной бригады «Александрони».
Амир Барам был средний из трёх детей (старший брат — Алон, младшая сестра — Майя). Приблизительно до 6 лет он рос в квартале военнослужащих в Цфате, а затем рос в Раанане, где учился в школе «Мамлахти Бет» имени Бартова. В детстве Барам часто проводил время на военных базах, где служил его отец.
С девятого класса учился в военном интернате при школе «Реали» в Хайфе, который окончил с отличием в 1988 году.

### Военная карьера
В ноябре 1988 года Барам был призван на службу в Армии обороны Израиля, начал службу в бригаде «Цанханим», где был распределён в бригадную противотанковую роту (ивр. פלוגת עורב‎). Командиром роты Барама в ходе курса молодого бойца был Авив Кохави, в дальнейшем Начальник Генштаба армии.
Прошёл подготовку в качестве бойца и командира отделения, а затем с отличием прошёл офицерские курсы. По завершении офицерских курсов был назначен командиром взвода в противотанковой роте бригады «Цанханим», затем был заместителем командира роты, а в 1992 году возглавил роту в 890-м батальоне бригады.
С 1994 по 1996 год был командиром противотанковой роты бригады «Цанханим»; возглавлял роту, помимо прочего, в ходе операции «Розовая пантера» (совместной с разведротой бригады, подразделением «Маглан» и ВВС) по ликвидации боевиков «Хезболлы» в деревне Мазраат-Кафра около городка Джбаа в глубине ливанской территории 15 октября 1994 года: задача отряда под командованием Барама была подойти к укреплениям боевиков с тыла, идентифицировать местонахождение боевиков и направить на них огонь боевых вертолётов.
Затем был командиром роты пехотных войск в Офицерской школе, после чего вышел в отпуск на учёбу в Междисциплинарном центре в Герцлии. В феврале 1999 года был вынужден приостановить учёбу и вернуться на службу, чтобы сменить командира разведроты бригады «Цанханим», майора Эйтана Балахсана, погибшего в столкновении с боевиками в Южном Ливане 23 февраля 1999 года. Бараму удалось быстро привести роту в боевую готовность и вернуть её к боевой деятельности в Южном Ливане.
После вывода израильских войск из «Зоны безопасности» в Южном Ливане в мае 2000 года вернулся на учёбу в Междисциплинарном центре в Герцлии, где с отличием получил степень бакалавра юриспруденции. Затем прошёл учёбу в Межвойсковом колледже полевого и штабного командного состава.

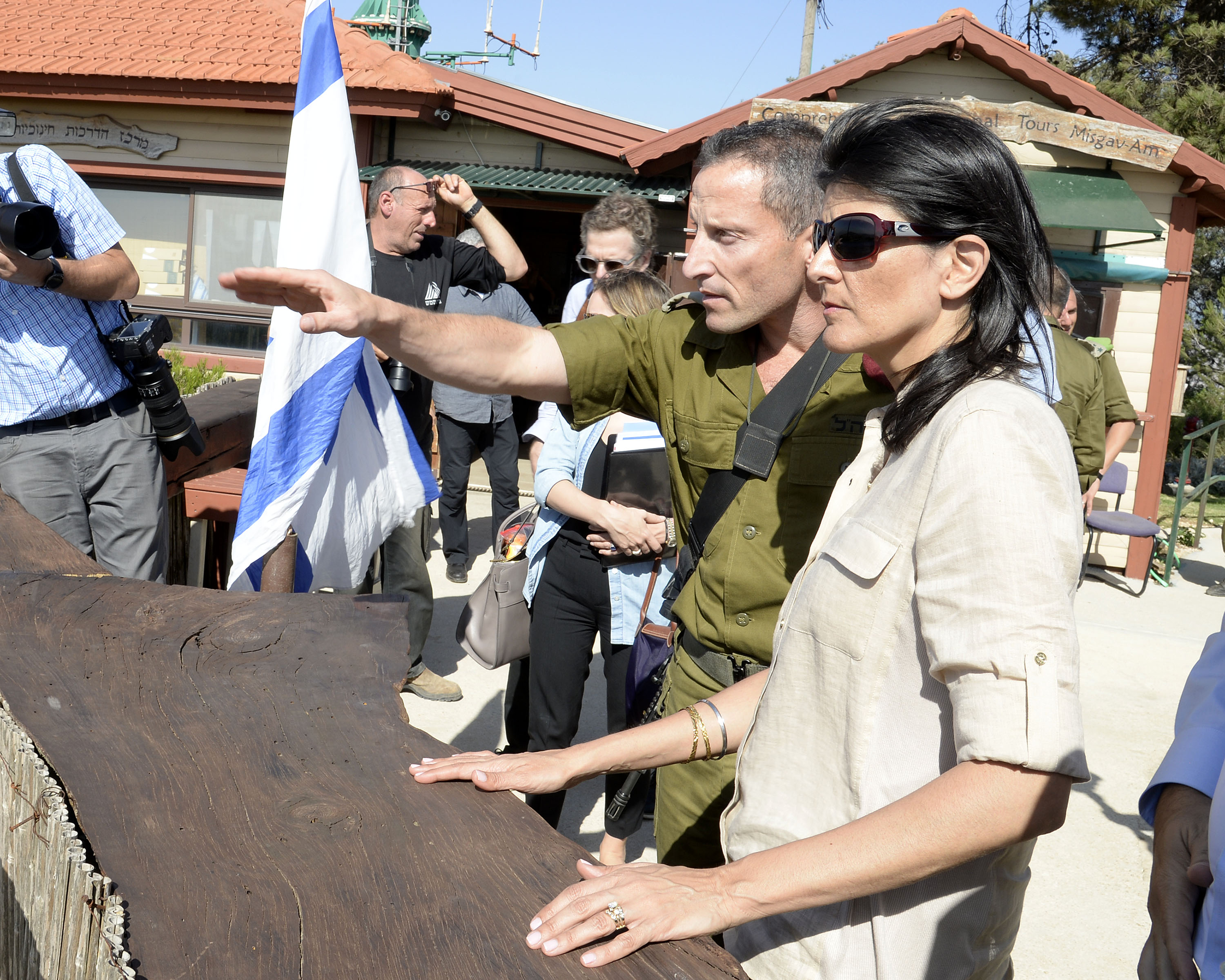
Амир Барам с послом США в ООН Никки Хейли на северной границе Израиля (июнь 2017)

В начале 2002 года был повышен в звании до подполковника и назначен командиром 890-м батальона бригады «Цанханим». В этой должности командовал батальоном в ходе интенсивной антитеррористической деятельности на Западном берегу реки Иордан, сначала в Вифлееме, в Наблусе в ходе операции «Защитная стена», а затем в Тулькарме. В ходе этой деятельности Барам усовершенствовал засадную тактику под кодовым наименованием «Соломенная вдова» по размещению скрытых огневых точек при ведении боевых действий в условиях городской застройки.

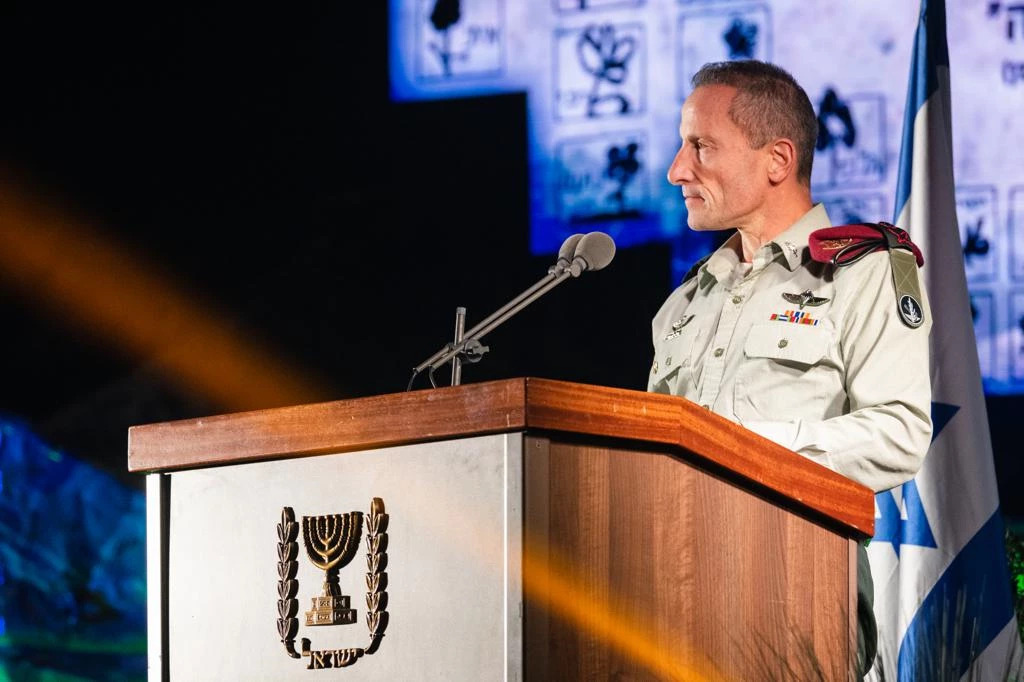
Генерал-майор Амир Барам (февраль 2023)

В период командования Барама батальон выбрал себе девиз «Терпение, настойчивость, а иногда и пуля между глаз»; после высказанной критики о неуместности такого девиза Начальник Генштаба Моше Яалон приказал прекратить использование девиза батальоном.
В качестве командира 890-го батальона Барам был вынужден выступить с опровержением слухов о тяжёлом экономическом состоянии бойцов батальона после того, как в газете «Едиот ахронот» было опубликовано воззвание, якобы от имени испытывающих нужду бойцов и командиров батальона, с просьбой предоставить служащим батальона посильную экономическую поддержку. Воззвание вызвало широкий общественный резонанс: часть общественности выразила возмущение тем, что нужды военнослужащих вероятно не находят ответа в армии, в то время как слышались и голоса, порицавшие солдат за неуместное «попрошайничество», однако выяснилось, что публикация воззвания была частной инициативой одного из водителей батальона, надеявшегося таким образом подзаработать средств для покупки угощений для товарищей по службе.
В мае 2004 года был назначен командиром спецподразделения «Маглан», исполнял эту должность до июня 2006 года. Под командованием Барама подразделение вело боевую деятельность на Западном берегу реки Иордан и в секторе Газа, а также проводило операции против боевиков организации «Хезболла» на израильско-ливанской границе.
17 августа 2006 года был повышен в звании до полковника и назначен командиром территориальной бригады «Шомрон», ответственной за центральную часть Самарии, включая город Наблус. На данной должности руководил интенсивной антитеррористической деятельностью, включавшей аресты подозреваемых в террористической деятельности и боевые действия против террористических ячеек, включая операцию, в ходе которой был уничтожен один из глав группировки «Бригады мучеников Аль-Аксы» в Наблусе Фади Кафиша.

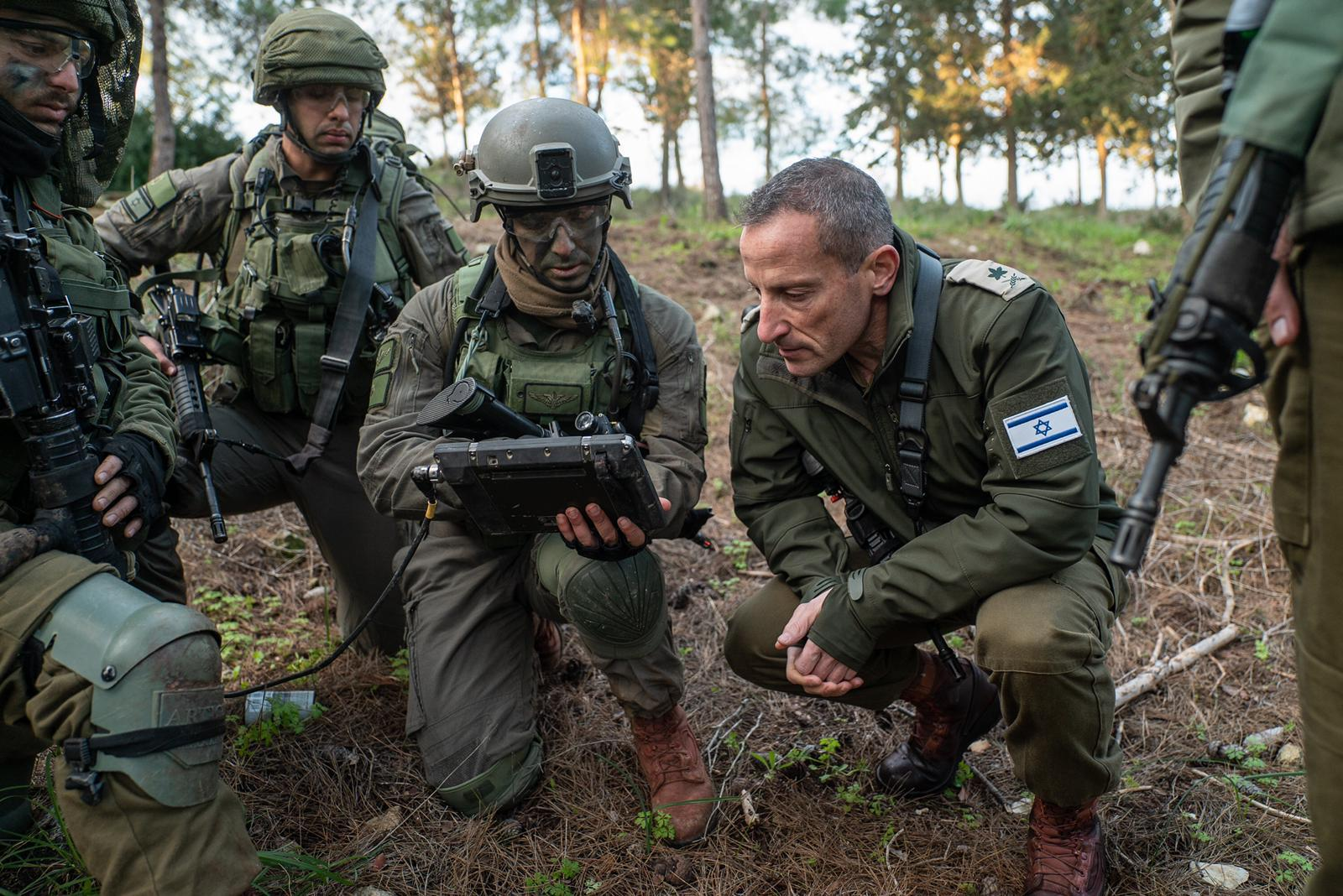
Командующий Северным военным округом Амир Барам в ходе проверки войск (2020)

В 2008 году по инициативе Барама была опубликована книга под названием «Город-крепость» с анализом особенностей ведения боевой деятельности в Наблусе, составленная Барамом и другими боевыми офицерами для обобщения и передачи их опыта деятельности в городе.
По завершении должности командира бригады «Шомрон» в 2008 году Барам выехал на учёбу в Королевском колледже оборонных наук Вооружённых сил Великобритании. Параллельно учился в Королевском колледже Лондона. По завершении учёбы был назначен командиром резервной воздушно-десантной бригады «Хицей ха-Эш», исполнял эту должность с января 2010 по март 2011 года.
С 14 апреля 2011 года по 16 мая 2013 года командовал бригадой «Цанханим». Под командованием Барама бригада, за прошедшие годы действовавшая более как пехотная бригада, всё более отстраняясь от своей изначальной функции воздушно-десантного соединения, в январе 2012 года впервые за 15 лет провела бригадные парашютно-десантные учения. В период командования Барама бригада «Цанханим» проходила подготовку к проведению сухопутного манёвра на северном фронте, и силы бригады также должны были первыми вступить на территорию сектора Газа в ходе операции «Облачный столп» в ноябре 2012 года, однако в рамках операции так и не было принято решение о введении сухопутных войск в сектор.
10 октября 2013 года получил звание бригадного генерала и был назначен командиром резервной воздушно-десантной дивизии «Ха-Эш». Исполнял эту должность до 2 июля 2015 года. Со 2 августа 2015 года по 18 июля 2017 года командовал территориальной дивизией «Ха-Галиль».
7 декабря 2017 года был повышен в звании до генерал-майора (алуф) и назначен командиром Северного корпуса, а 3 января 2018 года параллельно занял пост командира военных колледжей. Оставался на посту командира колледжей до 11 марта 2019 года, а 26 сентября 2019 года завершил должность командира корпуса.
3 апреля 2019 года вступил на должность Командующего Северным военным округом, сменив на посту генерал-майора Йоэля Стрика. В должности Командующего округом Барам провёл серию учений и проверок среди всех подразделений армии, предназначенных принимать участие в боевых действиях на северном фронте Израиля. Также в этот период продвигалось воздвижение барьера вдоль северной границы Израиля.
В период командования Барама Северный округ противостоял угрозам, исходящим из Сирии и Ливана, включая попытки иранских вооружённых сил при поддержке организации «Хезболла» укрепить своё присутствие на территории юга Сирии.
В сентябре 2019 года Барам командовал силами округа в ходе операции, включившей артиллерийский и вертолётный обстрел по целям «Хезболлы» в Ливане в ответ на стрельбу по военным целям на территории Израиля. В ноябре 2019 года в ответ на огонь, открытый с иранской позиции в Сирии по территории Израиля была произведена массивная атака ВВС Израиля по позициям иранских сил «Кудс» в Сирии и силам противовоздушной обороны сирийской армии.
При поддержке сил округа были совершены также многочисленные операции в глубине территории противника в рамках так называемой «Кампании между войнами», и силам округа приходилось принимать значительные усилия для сдерживания попыток «Хезболлы» совершить акции возмездия на израильской границе. В июле 2020 года Барам командовал силами округа в ходе проникновения боевой ячейки «Хезболлы» в райoне Хар-Дов с израильской стороны ливанской границы, ячейка была обнаружена и отступила на территорию Ливана; сам Барам считал необходимым открыть против ячейки огонь на поражение, но армейское командование приказало Бараму произвести лишь предупредительный выстрел во избежание эскалации на границе. В ответ на стрельбу, открытую по отряду израильской армии с ливанской стороны границы в августе 2020 года, Барам командовал воздушной атакой по укреплениям «Хезболлы» на территории Ливана.
11 сентября 2022 года передал командование округом генерал-майору Ори Гордину, а 31 октября 2022 года вступил на должность заместителя Начальника Генерального штаба Армии обороны Израиля, сменив на посту генерал-майора Херци Ха-Леви накануне вступления последнего на должность Начальника Генштаба.

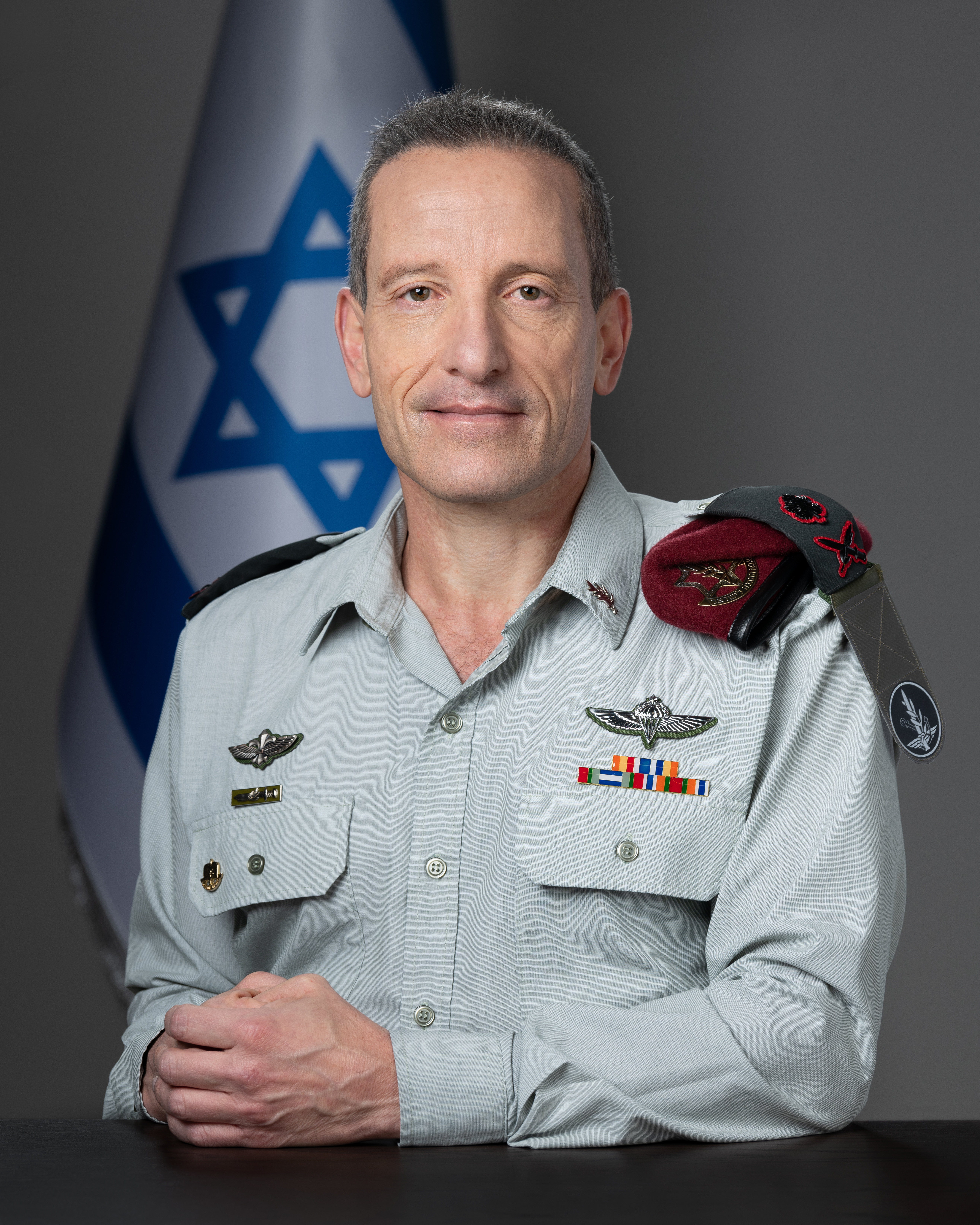
Генерал-майор Амир Барам (2023)

В период исполнения Барамом должности заместителя Начальника Генштаба, 7 октября 2023 года, произошло вторжение боевиков ХАМАС из сектора Газа в Израиль; в период последовавших военных действий основными задачами, возложенными на Барама, стали вопросы утверждения оборонного бюджета и строительства вооружённых сил, и он также время от времени заменял Начальника Генштаба на заседаниях военно-политического кабинета Израиля.
В 2024 году Барам согласился продлить свою службу на посту заместителя Начальника Генштаба до февраля 2025 года ввиду ведущихся активных боевых действий, а в декабре 2024 года уведомил Начальника Генштаба о своём намерении не продлевать службу на посту в дальнейшем на дополнительный срок.
22 января 2025 года, после заявления Начальника Генштаба Армии обороны Израиля, генерал-лейтенанта Херци Ха-Леви, о намерении выйти в отставку в начале марта 2025 года, министр обороны Израиля Исраэль Кац объявил, что Барам вошёл в список из трёх кандидатов сменить Ха-Леви на посту Начальника Генштаба (другими кандидатами на пост стали генерал-майор запаса Эяль Замир и генерал-майор Тамир Ядай), однако 1 февраля 2025 года было опубликовано решение премьер-министра Израиля Биньямина Нетаньяху и министра обороны Каца предпочесть кандидатуру Замира на пост.
19 февраля 2025 года министр обороны Исраэль Кац принял решение назначить Барама генеральным директором Министерства обороны Израиля. 6 марта 2025 года Барам передал пост заместителя Начальника Генштаба генерал-майору Тамиру Ядаю. 23 марта 2025 года назначение Барама на должность генерального директора Министерства обороны было утверждено Правительством Израиля, и на следующий день он вступил на пост.

### Образование и личная жизнь
За время военной службы Барам получил степень бакалавра юриспруденции Междисциплинарного центра в Герцлии, а затем и степень магистра (в области международных отношений) Королевского колледжа Лондона, а также окончил учёбу в Межвойсковом колледже полевого и штабного командного состава и Королевском колледже оборонных исследований Вооружённых сил Великобритании.
Женат на Галит Барам, с которой познакомился во время учёбы в школе «Реали» в Хайфе. У пары трое детей: сыновья Томер (начал службу в армии в ноябре 2017 года, по состоянию на 2020 год был бойцом спецподразделения «Маглан») и Ори и дочь Гили (служит в военной разведке, в мае 2023 года окончила Офицерскую школу армии).
Семья проживала в Эвен-Йехуде, затем переехала в мошав Бней-Дрор в Центральном округе Израиля.

## Публикации
- אלוף אמיר ברעם, סא"ל דן מהשילוש הקלאוזביציוני למשוואת הזהב של נצראללה מערכות 483, 21.4.19 (Генерал-майор Амир Барам, подполковник Дан, «От троицы Клаузевица до золотого уравнения Насраллы», «Маарахот» № 483 (21.4.19)) (Архивная копия от 22 сентября 2022 на Wayback Machine) (иврит)
- אלוף אמיר ברעם מלחמת האזרחים בסוריה — הלקחים המערכתיים והטקטיים גיליון מיוחד, 21.10.20 (Генерал-майор Амир Барам, «Гражданская война в Сирии: системные и тактические выводы», «Маарахот», особый выпуск (21.10.20)) (Архивная копия от 28 апреля 2023 на Wayback Machine) (иврит)
- אלוף אמיר ברעם, גל פרך פינקל רף פצ"ן — לחשל את החרב מערכות 491, 20.7.21 (Генерал-майор Амир Барам, Галь Перель Финкель, «Экзамен готовности Северного военного округа — закалить меч», «Маарахот» № 491 (20.7.21)) (Архивная копия от 20 июля 2021 на Wayback Machine) (иврит)
- אלוף אמיר ברעם, סא"ל (מיל’) ד"ר שגיא טורגן אומנות הקדמה היא שימור של סדר במהלך שינוי מערכות 493, 22.5.22 (Генерал-майор Амир Барам, подполковник запаса д-р Саги Торган, «Искусство прогресса состоит в том, чтобы сохранять порядок среди изменений», «Маарахот» № 493 (22.5.22)) (Архивная копия от 28 апреля 2023 на Wayback Machine) (иврит)
- אלוף אמיר ברעם, סא"ל (מיל’) ד"ר שגיא טורגן עקרונות המלחמה: התאמתם למאפייני המלחמה בעת הנוכחית מערכות 494, 23.8.22 (Генерал-майор Амир Барам, подполковник запаса д-р Саги Торган, «Принципы войны: приведение их в соответствие с характеристиками войны в нынешнюю эпоху», «Маарахот» № 494 (23.8.22)) (Архивная копия от 21 сентября 2022 на Wayback Machine) (иврит)